# Serhí Kravtsov
Serhí Taràssovitx Kravtsov (en ucraïnès: Сергій Тарасович Кравцов) o Serguei Taràssovitx Kravtsov (en rus: Сергей Тарасович Кравцов), (Khàrkiv, 15 de febrer de 1948) va ser un ciclista soviètic d'origen ucraïnès. Competí en el ciclisme en pista on va obtenir dues medalles de plata als Campionats del Món de velocitat amateur. Va participar en tres edicions dels Jocs Olímpics, el 1968, 1972 i 1976.

## Palmarès
- 1969
  -  Campió de la Unió Soviètica en Quilòmetre
- 1974
  -  Campió de la Unió Soviètica en Velocitat
  - 1r al Gran Premi de Copenhaguen